# Liepen
Liepen ist ein Ortsteil der Gemeinde Neetzow-Liepen im Landkreis Vorpommern-Greifswald westlich von Anklam, südlich der Peene gelegen.
Neetzow-Liepen ist der Name der neuen Gemeinde, die zum 1. Januar 2014 aus dem Zusammenschluss der Gemeinden Neetzow und Liepen entstanden ist. Die Gemeinde wird vom Amt Anklam-Land mit Sitz in der Gemeinde Spantekow verwaltet.

## Geografie und Verkehr
Liepen liegt am Südufer der Peene an der Bundesstraße 110. Die Bundesautobahn 20 ist über den Anschluss Jarmen (10 Kilometer) erreichbar. Die Stadt Anklam liegt 15,8 km östlich, die Kleinstadt Jarmen 11 Kilometer westlich des Ortes.

## Ortsteile der ehemaligen Gemeinde
- Preetzen
- Priemen
- Liepen

Bis zum 31. Dezember 2004 gehörte die ehemalige Gemeinde zum Amt Krien.

## Geschichte Liepens
Die Hügelgräber der Umgebung lassen auf eine Besiedlung seit der Jungsteinzeit schließen, die sich in der slawischen Zeit fortsetzt (vg. Großsteingrab Liepen 7, 8 und 10).
1222 wurde Liepen als Lipz, im Burgwart Meseritz gelegen, urkundlich genannt. Herzogin Ingardis als Witwe von Herzog Kasimir II. verlieh das Dorf dem Kloster Stolpe. Später wurde der Ort 1328 auch Lypa genannt. Der Name bedeutet „Linde“.
1865 bestand der Ort aus zwei Teilen, der Domäne, die 1534 aus dem säkularisierten Klostergut entstand und dem Bauerndorf. Die Domäne war an Pächter Rossow vergeben und bestand aus 7 Wohn- und 13 Wirtschaftsgebäuden, einem Armenhaus sowie einer Windmühle. Die Domäne hatte 107 Einwohner in 15 Familien.
Am Hochufer der Peene entstand für den Eigenbedarf des Gutes und des Dorfes eine Ziegelei, die die Tonvorkommen am Peenetal nutzte.
Das Bauerndorf hatte 168 Einwohner in 36 Familien. An Gebäuden waren vorhanden: 1 Kirche mit 1 Prediger-, 1 Küster- und Schulhaus, sowie 1 Predigerwitwenhaus. Darüber hinaus gab es 20 Wohn- und 25 Wirtschaftsgebäude, 2 Windmühlen, 1 Schmiede und 1 Krug. Die Gebäude gehörten zu 6 großen und 5 kleinen Bauernwirtschaften.
Am 1. Juli 1950 wurden die bis dahin eigenständige Gemeinde Priemen eingegliedert.
Die Kirche von Liepen war Mutterkirche zu Preetzen und Priemen sowie Kagenow.
Die noch gegenwärtig gut erhaltene Gutsanlage wurde nach 1990 privatisiert und renoviert, geriet aber später in die Insolvenz und wurde um 2010 erneut privatisiert und umfassend modernisiert. Im Herrenhaus befindet sich ein Hotel, in den angrenzenden ehemaligen Wirtschaftsgebäuden wurde eine Gaststätte mit Konferenzräumen und ein Hofladen ausgebaut. Die Innenräume sind rustikal gestaltet. Neu eingerichtet wurde ein Schwimmbad mit komplettem SPA-Bereich. Die erneuerte Parkanlage befindet sich noch in der Rekonstruktion.

## Sehenswürdigkeiten
- Kirche Liepen, Feldsteinkirche aus dem 13. Jahrhundert
- Restaurierte Gutsanlage Liepen mit Hotel und Gaststätte
- Gerichtsberg, bronzezeitliches Hügelgrab zwischen Priemen und Kagenow und weitere Hügelgräber

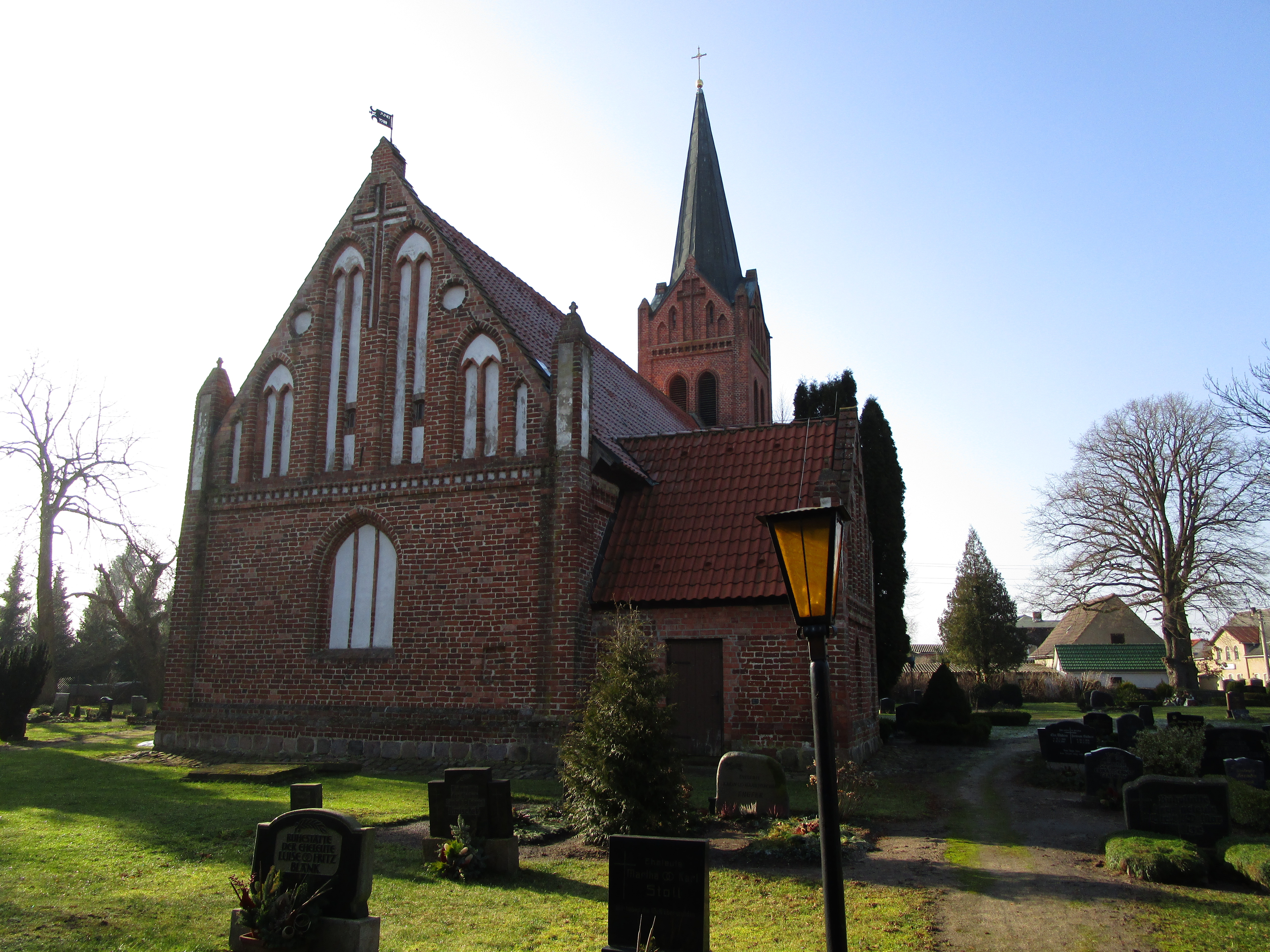
Kirche
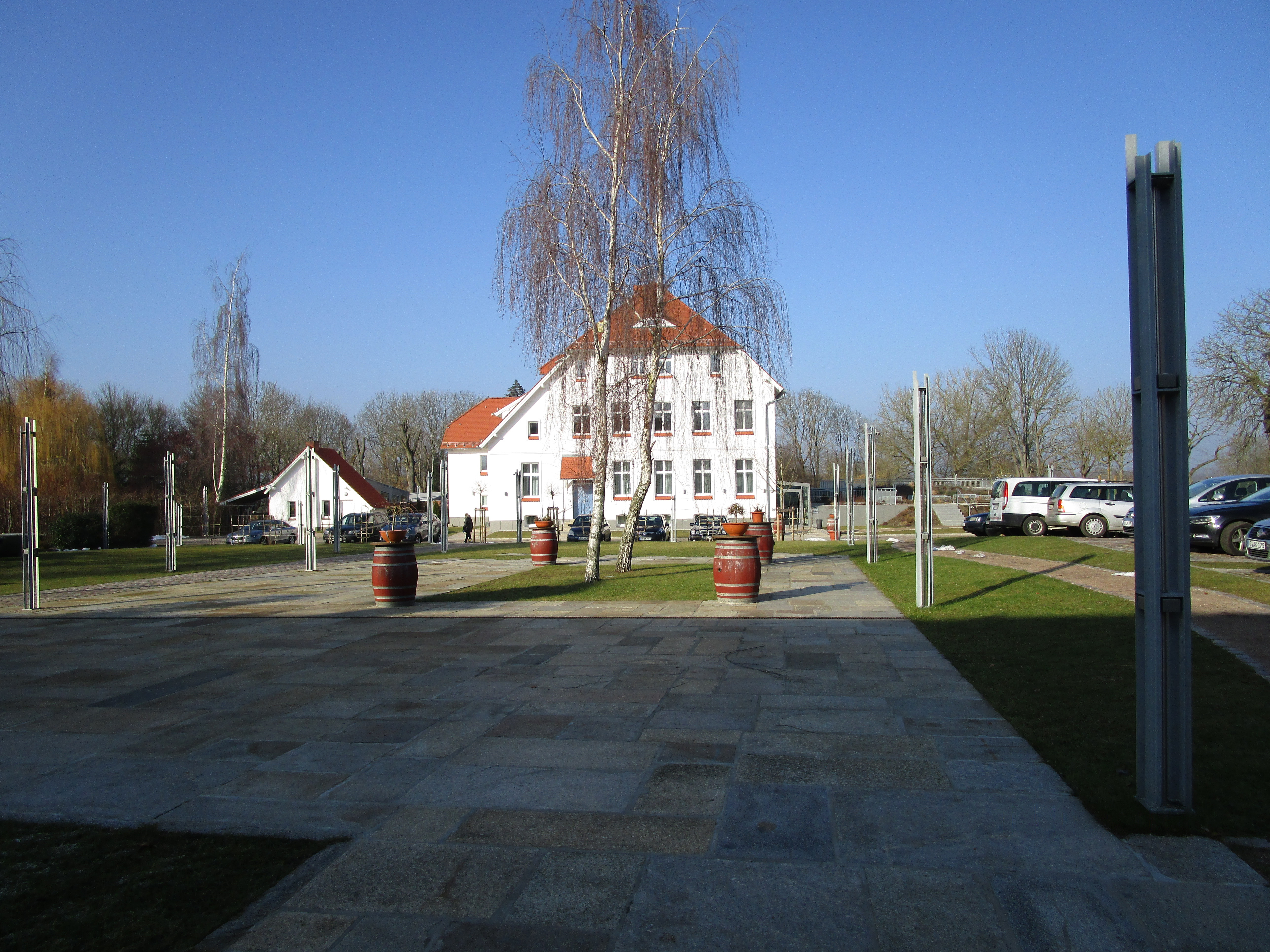
Gutshof
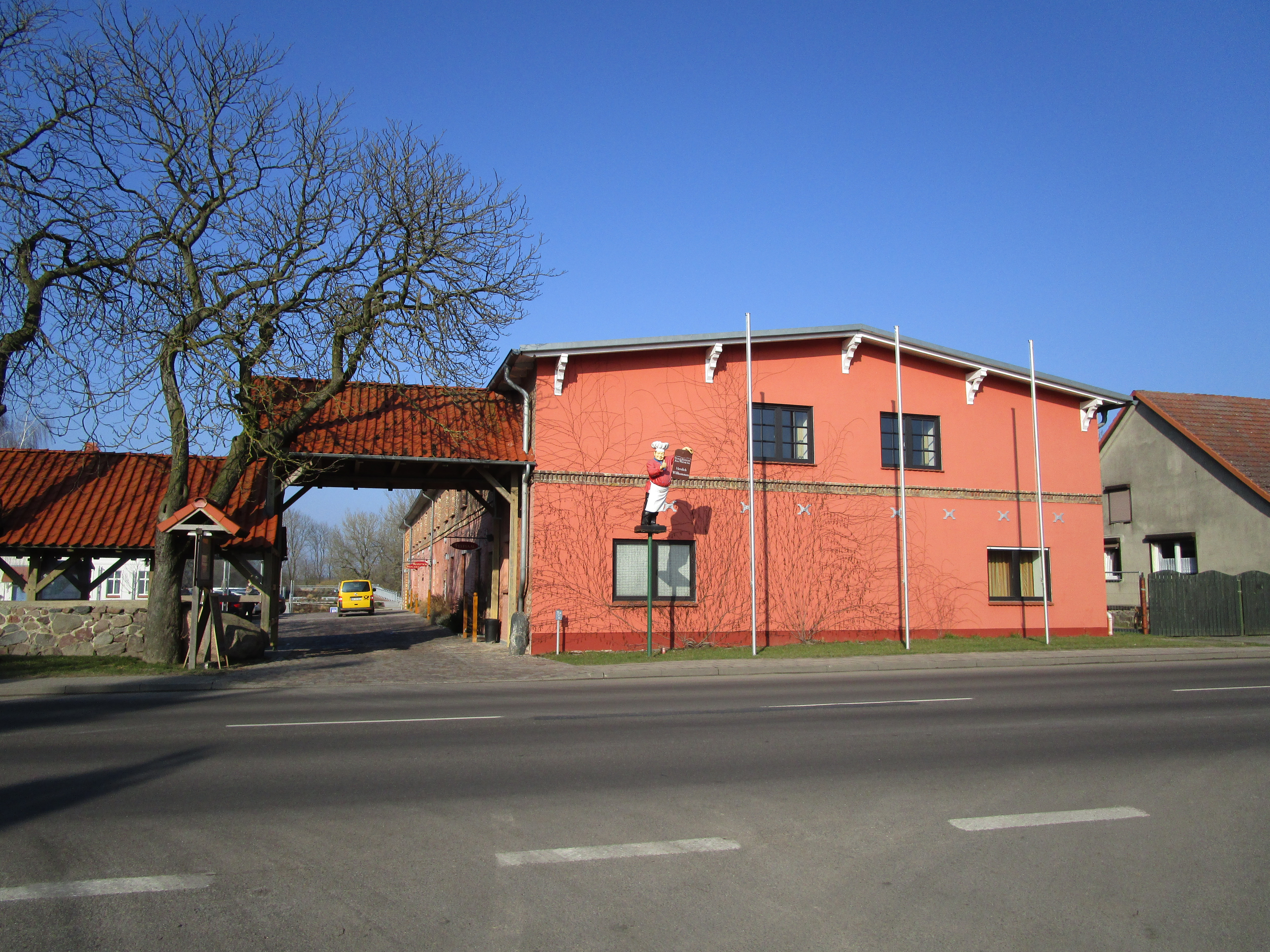
Stallspeicher, jetzt Tagungsraum

## Persönlichkeiten
In Liepen wurde 1739 der Stammvater des bedeutenden mecklenburgischen Orgelbauergeschlechts Friese Matthias Friese geboren.